# Cacoplistes rogenhoferi
Cacoplistes rogenhoferi är en insektsart som beskrevs av Henri Saussure 1877. Cacoplistes rogenhoferi ingår i släktet Cacoplistes och familjen syrsor. Inga underarter finns listade i Catalogue of Life.